# Виртуальная частица
Виртуа́льная части́ца — объект, который характеризуется почти всеми квантовыми числами, присущими одной из реальных элементарных частиц, но для которого нарушена свойственная последней связь между энергией и импульсом частицы. Понятие о виртуальных частицах возникло в квантовой теории поля. Такие частицы, родившись, не могут «улететь на бесконечность», они обязаны либо поглотиться какой-либо частицей, либо распасться на реальные частицы. Известные в физике фундаментальные взаимодействия протекают в форме обмена виртуальными частицами.
В квантовой теории поля понятия виртуальных частиц и виртуальных процессов занимают центральное место. Все взаимодействия частиц и их превращения в другие частицы в квантовой теории поля принято рассматривать как процессы, обязательно сопровождающиеся рождением и поглощением виртуальных частиц свободными реальными частицами. Это — крайне удобный язык для описания взаимодействия. В частности, громоздкость вычисления процессов резко снижается, если предварительно составить правила рождения, уничтожения и распространения этих виртуальных частиц (правила Фейнмана) и изобразить процесс графически, с помощью фейнмановских диаграмм.
Разделение частиц на реальные и виртуальные имеет точный смысл лишь в отсутствии сильного внешнего поля и лишено однозначности
в областях пространства-времени, где внешнее поле является сильным.

## Отличительные особенности виртуальных частиц
Основное и определяющее отличие виртуальной частицы от реальной — это нарушение известного из специальной теории относительности соотношения, которое связывает энергию {\displaystyle E} и импульс {\displaystyle {\vec {p}}} реальной частицы:
{\displaystyle E^{2}\,=\,m^{2}c^{4}+p^{2}c^{2}\,;}
здесь {\displaystyle p} — модуль импульса, {\displaystyle m} — масса частицы, {\displaystyle c} — скорость света в вакууме. Для виртуальной частицы данное соотношение перестаёт быть справедливым. Такие частицы могут существовать лишь очень короткое время и не могут быть зарегистрированы классическими измерительными приборами — например, счётчиками элементарных частиц.
Применительно к фотонам отличие виртуальных от реальных фотонов состоит ещё и в том, что для реального фотона проекция его спи́на на направление движения может принимать только значения {\displaystyle \pm 1} (в релятивистских единицах), а для виртуального фотона возможно также значение {\displaystyle 0}.
Потребность в понятии виртуальных частиц возникает вследствие того, что, согласно принципу корпускулярно-волнового дуализма и принципу близкодействия, любое взаимодействие между элементарными частицами заключается в обмене квантами поля, обеспечивающего это взаимодействие. Так, электромагнитное взаимодействие электрона и протона в атоме водорода заключается в обмене фотонами между электроном и протоном. Но свободный электрон не может ни испустить, ни поглотить фотон. Причина — в том, что в системе отсчёта, в которой электрон покоился до испускания фотона, перед испусканием последнего энергия электрона равна {\displaystyle mc^{2}}, а после испускания энергия системы из электрона и фотона даётся выражением
{\displaystyle E\,=\,{\frac {mc^{2}}{\sqrt {1-{\frac {v^{2}}{c^{2}}}}}}+\hbar \omega \,;}
подобный процесс запрещён законом сохранения энергии. Поэтому считают, что при обмене виртуальными фотонами последние переносят импульс, но не переносят энергию.
Иногда, в целях наглядности, концепцию «виртуальных частиц» поясняют несколько иначе. А именно, говорят, что в процессе взаимодействия закон сохранения энергии выполняется с некоторой погрешностью. Это не противоречит квантовой механике: согласно соотношению неопределённостей, событие, длящееся конечный промежуток времени, не позволяет определить энергию с точностью выше некоторого предела. Грубо говоря, промежуточные частицы «берут энергию взаймы» на некоторое небольшое время. В этом случае в процессе взаимодействия могут рождаться и исчезать обычные частицы, только с небольшим нарушением закона сохранения энергии.
За меру виртуальности частицы принимают релятивистски-инвариантную величину {\displaystyle Q^{2}\,=\,E^{2}-p^{2}c^{2}-m^{2}c^{4},} причём {\displaystyle Q^{2}} может принимать как положительные, так и отрицательные значения. Область значений {\displaystyle E} и {\displaystyle p}, при которых виртуальность {\displaystyle Q^{2}} равна нулю, называют массовой поверхностью (или массовой оболочкой) частицы.
Таким образом, вектор энергии-импульса виртуальной частицы может быть пространственноподобным. Поэтому один и тот же процесс с участием виртуальной частицы для наблюдателей в разных системах отсчёта может выглядеть по-разному: с точки зрения одного наблюдателя процесс может быть испусканием виртуальной частицы, а с точки зрения другого наблюдателя этот же процесс будет поглощением виртуальной античастицы.
Для виртуальных частиц лишено смысла понятие классической траектории. Они поглощаются прежде, чем сместятся на расстояние, превышающее неопределённость их положения. Аналогом процессов испускания и поглощения виртуальных частиц является процесс проникновения света в плотную среду при полном внутреннем отражении в классической оптике. Число виртуальных частиц не является лоренц-инвариантным за счёт того, что они исчезают в одной точке и одновременно появляются в другой.
Скорость виртуальной частицы не имеет непосредственного физического смысла. Это следует из того, что скорость {\displaystyle v} частицы определяется через её импульс {\displaystyle p}, энергию {\displaystyle E} и скорость света {\displaystyle c} соотношением {\displaystyle v={\frac {pc^{2}}{E}}}. Например, для импульса и энергии виртуальных фотонов, которыми обмениваются протон и электрон в атоме водорода, имеем: {\displaystyle p>0,E=0.} При подстановке в формулу {\displaystyle v={\frac {pc^{2}}{E}}} этих значений для скорости получается бесконечно большая величина.
Масса виртуальной частицы также не имеет непосредственного физического смысла. Это следует из соотношения между массой {\displaystyle m}, энергией {\displaystyle E}, импульсом {\displaystyle p} и скоростью света {\displaystyle c} {\displaystyle m^{2}c^{4}=E^{2}-p^{2}c^{2}}. Например, для виртуальных фотонов, которыми обмениваются протон и электрон в атоме водорода, значения {\displaystyle p} и {\displaystyle E} таковы: {\displaystyle p>0,E=0.} При подстановке в формулу {\displaystyle m^{2}c^{4}=E^{2}-p^{2}c^{2}} этих значений масса {\displaystyle m} частицы оказывается мнимой.

## Виртуальный процесс
Процесс с участием виртуальных частиц называется виртуальным процессом. В виртуальных процессах действуют ограничения, связанные с сохранением электрического заряда, спина, странности, барионного, лептонного и других зарядов, но не действуют ограничения по энергии и импульсу. Для описания виртуальных процессов применяется метод диаграмм Фейнмана. За очень редкими исключениями, внутренние линии на диаграммах Фейнмана всегда относятся к виртуальным частицам.
Виртуальная частица может возникнуть не только в процессе обмена между реальными частицами, но и в процессе поглощения одной реальной частицы другой реальной частицей. Эффект Комптона объясняется поглощением реального фотона реальным электроном с образованием виртуального электрона и последующим распадом виртуального электрона на реальные электрон и фотон, имеющие другие направления движения и энергии.
Если масса виртуальной частицы
{\displaystyle m_{v}\,=\,{\frac {1}{c^{2}}}{\sqrt {E^{2}-p^{2}c^{2}}}}
отличается на {\displaystyle \Delta {m}} от массы свободной частицы: {\displaystyle |m_{v}-m|\,=\,\Delta {m}}, то, согласно соотношениям неопределённости между временем и энергией, эта виртуальная частица может существовать лишь в течение промежутка времени {\displaystyle \tau \leq {\frac {\hbar }{c^{2}\Delta {m}}}.} За это время она может пролететь расстояние {\displaystyle r\leq {\frac {\hbar }{c\Delta {m}}}.} Таким образом, чем больше виртуальность частицы, тем более короткое время происходит виртуальный процесс и на более малых расстояниях.
При обмене элементарных частиц виртуальным квантом поля с массой {\displaystyle m} неопределённость энергии промежуточного виртуального состояния даётся неравенством {\displaystyle \Delta E\geqslant mc^{2}.} Расстояние {\displaystyle r,} пройденное квантом, связано с временем жизни виртуального состояния {\displaystyle \Delta t} соотношением {\displaystyle r\approx v\Delta t.} Соотношение неопределённостей между временем жизни виртуального состояния {\displaystyle \Delta t} и неопределённостью его энергии {\displaystyle \Delta E} выглядит как {\displaystyle \Delta E\Delta t\approx \hbar .} Используя эти три формулы, можно найти зависимость расстояния, пройденного виртуальным квантом, от его массы:
{\displaystyle r\approx v\Delta t\approx {\frac {v\hbar }{\Delta E}}\leqslant {\frac {v\hbar }{mc^{2}}}\leqslant {\frac {\hbar }{mc}}\,.}
Отсюда следует, что расстояние виртуального взаимодействия не превышает комптоновскую длину волны кванта — переносчика взаимодействия.
У полей с квантами-переносчиками, имеющими нулевую массу — таких как электромагнитное и, предположительно, гравитационное взаимодействие, — комптоновская длина волны кванта-переносчика, а следовательно, и радиус действия, не ограничены. Напротив, у полей с квантами-переносчиками, имеющими ненулевую массу — таких как слабое взаимодействие, сильное взаимодействие, — комптоновская длина волны кванта-переносчика, а следовательно, и радиус действия, ограничены.

## Примеры виртуальных процессов
- Процесс обмена виртуальными фотонами электрона и протона в атоме. В результате этого процесса энергия электрона не меняется, меняется лишь направление его импульса. Для свободной частицы должно быть справедливым соотношение {\displaystyle E^{2}-p^{2}c^{2}=m^{2}c^{4}}, но для виртуального фотона оно не выполняется. Найдём значение виртуальности фотона {\displaystyle Q^{2}\,=\,E^{2}-p^{2}c^{2}-m^{2}c^{4}.}Для кванта-переносчика — фотона {\displaystyle m=0}. Фотон переносит импульс {\displaystyle p\neq 0}, а его энергия {\displaystyle E=0}. Поэтому {\displaystyle Q^{2}<0}: {\displaystyle Q^{2}=E^{2}-p^{2}c^{2}=-p^{2}c^{2}<0}[19].
- Процесс обмена виртуальными фотонами между обмотками электрического трансформатора. Электроэнергия передаётся из одной обмотки трансформатора в другую виртуальными фотонами с энергией {\displaystyle \hbar \omega } ({\displaystyle \omega } — частота переменного тока) и с длиной волны порядка размеров зазора между обмотками трансформатора. Импульс волн такой длины на несколько порядков превышает импульс свободной волны частотой {\displaystyle \omega =50} Гц, так как свободная волна такой частоты имеет длину волны порядка 1000 км[20].
- Процесс возникновения и исчезновения виртуальных электронно-позитронных пар вблизи электрона, на расстояниях порядка комптоновской длины электрона (поляризация вакуума)[21]
- Нуклоны окружены виртуальными пи-мезонами, возникающими в результате виртуальных процессов: {\displaystyle p\rightleftarrows n+\pi ^{+}}, {\displaystyle n\rightleftarrows p+\pi ^{-}}, {\displaystyle p\rightleftarrows p+\pi ^{0}}, {\displaystyle n\rightleftarrows n+\pi ^{0}}[22].

## Эффекты, объясняемые при помощи виртуальных частиц
Часто наличием виртуальных частиц объясняются следующие эффекты:
- Спонтанная эмиссия фотона в процессе распада возбуждённого атома или ядра; такой распад невозможен по законам обычной квантовой физики (поскольку возбуждённые состояния есть точные стационарные состояния уравнения Шрёдингера). Он объясняется взаимодействием атома с нулевыми колебаниями электромагнитного поля в вакууме[23].
- Эффект Казимира, заключающийся в наблюдаемом взаимном притяжении или отталкивании незаряженных немагнитных тел под действием квантовых флуктуаций в вакууме.
- Поляризация вакуума, которая включает генерацию пары частица-античастица или «распад вакуума», как, например, спонтанная генерация электрон-позитронной пары.
- Излучение Хокинга, которое, предположительно, генерируется на горизонте событий чёрных дыр.
- Эффект Унру — эффект, аналогичный излучению Хокинга, но наблюдающийся при ускорении частиц.
- Эффект Комптона.
- Существование отрицательного магнитного момента у нейтрона и аномальная величина магнитного момента протона объясняются орбитальным движением виртуального {\displaystyle \pi ^{-}}-мезона, образовавшегося в результате виртуального процесса {\displaystyle n\rightleftarrows p+\pi ^{-}} и орбитальным движением виртуального {\displaystyle \pi ^{+}}-мезона, образовавшегося в результате виртуального процесса {\displaystyle p\rightleftarrows n+\pi ^{+}}[22].

## Физический смысл
Являются ли виртуальные частицы и процессы реальными или представляют собой удобный метод математического описания реальности?
На этот вопрос есть два противоположных ответа.
Один из ответов на этот вопрос утверждает, что виртуальные частицы — это в большей степени математическое явление, чем физическая реальность. Действительно, в квантовой теории поля в точных выражениях для процессов взаимодействия реальных частиц никакие виртуальные частицы не фигурируют. Если же, однако, попытаться упростить точное выражение в рамках теории возмущений, разложив его в ряд по константе взаимодействия (малому параметру теории), то возникает бесконечный набор слагаемых. Каждый из членов этого ряда выглядит так, словно в процессе взаимодействия порождаются и исчезают объекты, обладающие квантовыми числами реальных частиц. Однако эти объекты распространяются в пространстве по закону, отличному от реальных частиц, и поэтому если их трактовать как испускание и поглощение частицы, то придётся принять, что для них не выполняется связь между энергией и импульсом. Таким образом, виртуальные частицы появляются только тогда, когда мы определённым образом упрощаем исходное выражение. Понятие о виртуальных частицах возникло не на основе опытных фактов, а выведено из математического аппарата квантовой физики. Следовательно, это чисто умозрительное понятие для математических вычислений.
Виртуальные процессы происходят в промежутки времени порядка {\displaystyle 10^{-24}} сек, а такие процессы в силу соотношения неопределённости для энергии и времени принципиально не могут наблюдаться. Таким образом, виртуальные частицы и процессы «ненаблюдаемы» и физической реальности не имеют.
Виртуальные частицы наделены свойствами, не имеющими физического смысла, такими как отрицательная и мнимая масса.
Виртуальные процессы совершаются с нарушением законов сохранения и потому не могут быть описаны классической физикой, так как всякий реальный процесс в классической физике происходит с соблюдением законов сохранения.
Сторонники другой точки зрения утверждают, что в понятии виртуальных частиц и виртуальных процессов имеется объективное содержание, отражающее явления природы.
Невозможность наблюдать виртуальные частицы в измерительных приборах не опровергает их объективного существования. Можно создавать виртуальные частицы, использовать их для воздействия на другие частицы, воздействовать на них и превращать в действительные частицы.
Имеется ряд физических доказательств объективного существования виртуальных частиц.
- Виртуальные пионы, окружающие нуклоны, отклоняют быстрые электроны.
- Виртуальные фотоны вызывают спонтанные переходы электронов в атоме с более высокого на более низкий энергетический уровень и лэмбовский сдвиг энергетических уровней в атоме водорода.
- Виртуальные частицы могут превратиться в действительные за счёт внешних (например, при ускорении электрона виртуальные фотоны превращаются в реальные[22]) или внутренних (например, при {\displaystyle \beta }-распаде виртуальные электроны и антинейтрино превращаются в действительные).
- Действительные частицы при поглощении виртуальных частиц превращаются в другие действительные частицы (например, действительный нейтрон, поглотивший виртуальный пион, превращается в действительный протон).
- Виртуальные частицы превращаются в действительные при сообщении системе, в которой они находятся, некоторой энергии. Например, при сообщении нуклонам достаточной энергии окружающие их виртуальные пи-мезоны превращаются в реальные[22].
- Виртуальные частицы в составе действительных частиц определяют их свойства (например, токи виртуальных мезонов определяют магнитные моменты нуклонов).
- Виртуальные частицы порождают вполне действительные поля (например, ядерное, электромагнитное).
- Виртуальные частицы способны переносить энергию на макроскопические расстояния, как, например, при работе электрического трансформатора или при ядерном магнитном резонансе[20].